# Ханская мечеть в Касимове
Ханская мечеть (мечеть Касим-хана) — мечеть XVIII—XIX веков с минаретом XVI века в городе Касимов Рязанской области, памятник средневековой татарской культовой архитектуры. Двухэтажное здание с куполом в стиле классицизма с двухъярусным минаретом в виде невысокого цилиндра под стрельчатым куполом, поставленным на массивное основание. 
С 1930-х гг. и до 2013 года здание использовалось в качестве музея. 
Ближе к берегу Оки расположено текие (усыпальница) Шах-Али хана.

## История

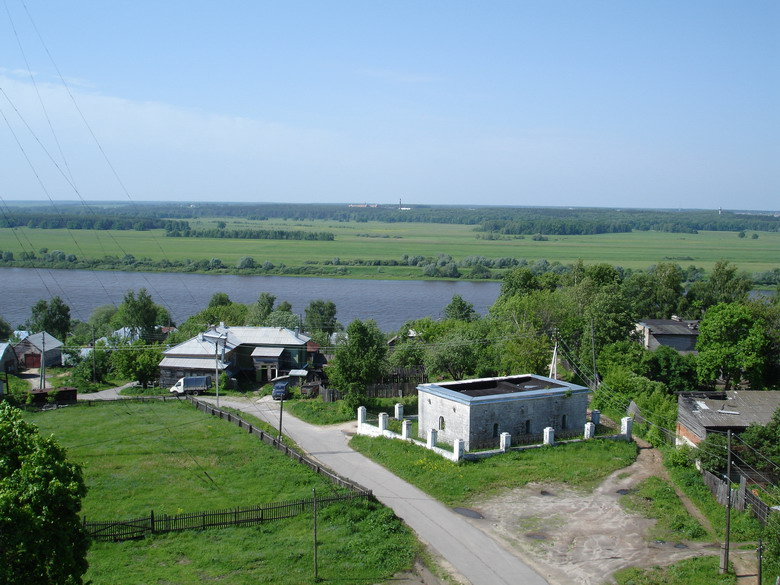
Вид с минарета на мавзолей Шах-Али хана и реку Оку. 2006

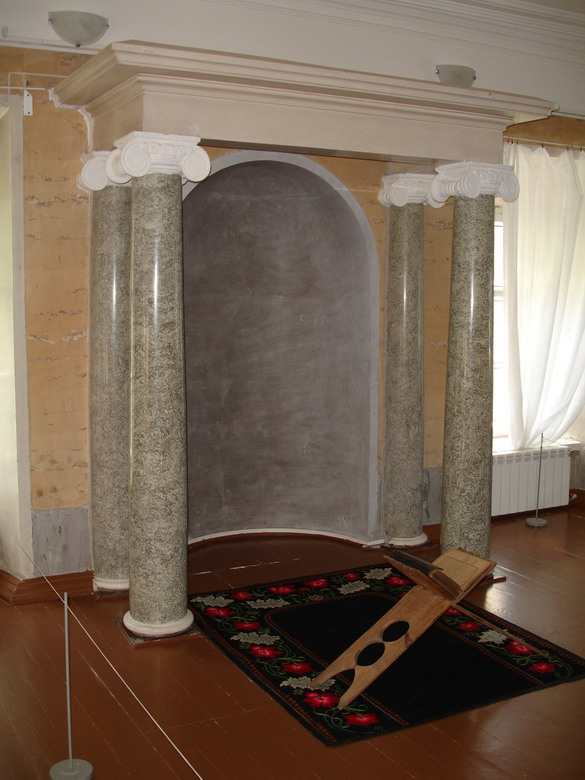
Михраб. 2006

По преданию, мечеть была построена первым правителем Касимовского ханства царевичем Касимом в XV веке. По другим данным, например, согласно произведению придворного летописца хана Ураз-Мухаммеда, Кадыр-Али-бека, была построена ханом Шах-Али, то есть в середине XVI века. От древней постройки сохранился лишь каменный минарет. Здание кирпичной мечети было разрушено в 1702 г. по приказу Петра I, который, по преданию, во время плавания по Оке принял мечеть за церковь и перекрестился на неё.
В 1768 г. на старом фундаменте вплотную к старому минарету (видимо, сохранённому в качестве дозорной вышки) по разрешению и именному указу Екатерины II усилиями Бектемир-сеида и его сына Бурхан-сеида Шакуловых, Ибрагима-мурзы Чанышева и др. было построено из камня одноэтажное здание мечети, крытое четырёхскатной тесовой крышей. Об этом свидетельствует текст указа царицы Екатерины II, а также надпись на стене мечети.
«Указ Ея Императорскаго Величества Самодержицы Всероссийской из Касимовской Воеводской канцелярии города Касимова Татарской слободы сотнику Сеит-Бектемирову сыну Шакулову. — Сего 1768 года февраля 13-го дня в присланном от Его Превосходительства г-на генерал-майора и кавалера и Воронежской губернии губернатора Алексея Михайловича Маслова в Касимовскую Воеводскую канцелярию предложении написано: Ея Императорское Величество имянным изустным ему указом сего месяца 18 числа, высочайше повелеть соизволила, по прошению города Касимова мурзы Ибрагима Чанышева, Бурхая Шакулова, построить в том городе Татарам для молитвы их мечеть; объявя сие Ея Императорскаго Величества повеление, Касимовской Воеводской канцелярии рекомендует во исполнение онаго, города Касимова Татарам ту мечеть строить позволить, и препятствия в том им не чинить; и во исполнение онаго предложения в Касимовской Воеводской канцелярии определено: с прописанием онаго к тебе Шакулову послать указом объявить, что онаго города Касимова Татарам ту мечеть строить позволяется, и тебе Шакулову учинить о том по сему Ея Императорскаго Величеству указу. Апреля 9 дня 1768 года (№ 355)».
На стене мечети над дверью вделан камень с надписью на старотатарском. Её перевод заключается в следующем:
«1182 (1768) года эту мечеть в месяце раби-эль-аввале (июнь — июль) соорудили: Бектемир сеид, Бурхан сеид, Ибрагим мурза Чанышев, Абдулла мурза, Муса сеид, Мустафа сеид, Сулейман мурза, Темир-Булат сеид, Юсуф мурза Чанышев, Муртаза сеид, Мухаммед сеид, Ибрагим мурза Максютов, Якуб мурза, Муса мурза Девлетгильдеевы, Юсуф мурза, Ибрагим мурза Максютовы, Мустафа мурза, Темир-Булат сеид Шакулов».
В 1835 г. одноэтажное здание усилиями сына и внука Бурхана Бектемировича, Салиха сеида и его сына Хамзы сеида Шакуловых, было надстроено вторым этажом из кирпича.

## Современность
С 1938 года в здании мечети находится краеведческий музей. В ноябре 2013 года по решению Арбитражного суда Рязанской области мечеть была передана во владение Духовному управлению мусульман Европейской части России.